# Cokato
La ville américaine de Cokato est située dans le comté de Wright, dans l’État du Minnesota. Lors du recensement de 2010, sa population s’élevait à 2 694 habitants.